# María Amez Márquez
María Amez Márquez (Chinlla, Áncash, 5 de junio de 1939), es una maestra, escritora e historiadora peruana. Destacan sus investigaciones sobre el folklore de la sierra ancashina con publicaciones centradas en el estudio de danzas prehispánicas de la sierra de Áncash. Además, ha publicado diversos cuentos infantiles con temática andina.
Sus textos sirvieron como base teórica para la declaratoria como Patrimonio Cultural de la Nación, de tres danzas rituales ancashinas: la mozo danza, el paso huanquilla y los shacshas.

## Biografía
Nació en el pueblo de Chinlla, distrito de Acochaca, en la región Áncash. Nieta de Ludovico Amez Vargas quien fue alcalde de Chacas en la década de 1930, su madre fue Mercedes Márquez, natural de Rahuapampa, Huari. Es hermana del científico glaciólogo Alcides Ames Márquez (1936-2012).
Estudió en la primaria 346 de Chacas y el colegio nacional La Libertad de Huaraz. Graduada como docente de primaria, ejerció su carrera en San Luis, Chacas y Huaraz. Asentada en Huaraz en la década del 90, se abocó a la investigación del folklore ancashino, publicando artículos investigativos en las revistas Prensa Regional de Áncash y El Pregonero de Chacas. Ha publicado diversos libros que tratan acerca de las manifestaciones culturales de la serranía ancashina, especialmente del Callejón de Huaylas y la zona de Conchucos.

## Publicaciones

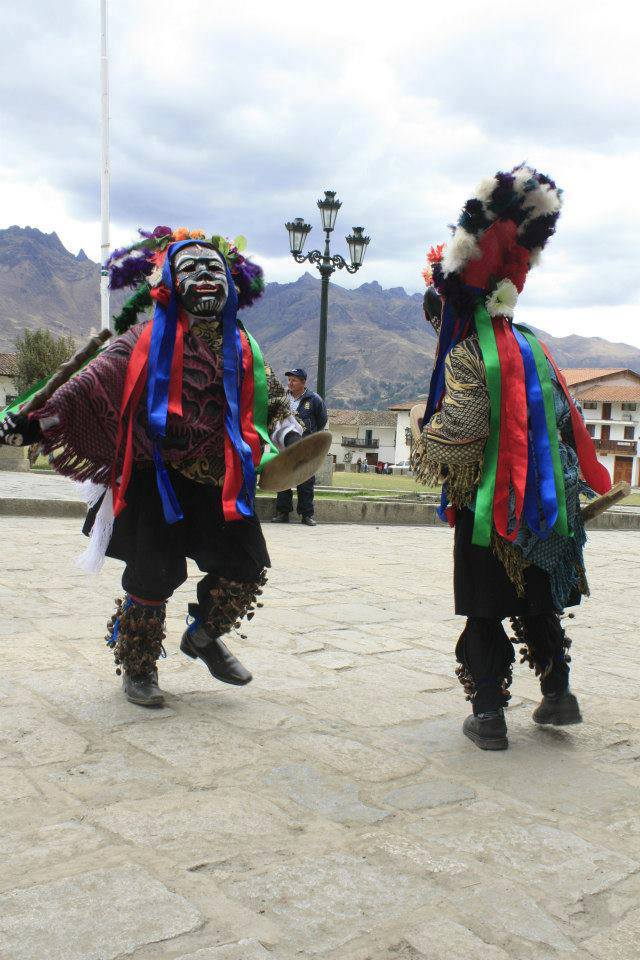
mozo danza, declarada patrimonio de la Nación en 2015.

### Tratados folklóricos
Es una de las primeras investigadoras en abarcar y estudiar a fondo el origen cultural de las danzas precolombinas de la sierra ancashina.
- Shajshas, danzas rituales-religiosas (1997).[3]
- Toggtu, danzas rituales de origen precolombino en Chacas-Asunción (2000)
- Vestimenta y simbología: la montera (2001).[4]
- Huanquilla, danza folklórica ritual recreacional (2005).
- Arás y el Kiswar en Wilcaywanca (2006)
- Turmanyé (2008)
- Cruces de carnavales en Huaraz (2023), coautoría con Noemy López Domínguez.

### Literatura infantil
Ha basado su trabajo en los niños del Ande por ser docente de educación primaria y haber desarrollado su vida profesional en la sierra de la región Áncash.
- Cuentecillos Andinos I y II (2003).
- Ecocuentos para niños (2010).[5]
- Poesías y teatro para niños (2015).

## Reconocimientos
- Medalla Cívica del Distrito de Independencia, Huaraz. Por su singular interés literario en obras relacionadas con el folklore de la sierra ancashina.
- V encuentro de escritores de Independencia 2023 "María Amez Márquez"